# متحف الحكاية التراثي في جبل نيبو
متحف الحكاية التراثي في جبل نيبو أو متحف ومجمع لاستوريا هو مجمع سياحي يقع في منطقة صياغة بمحافظة مادبا، الأردن. يضم مُتحفًا وورشة عمل لإنجاز أكبر لوحة فسيفساء في العالم. وقد تم افتتاحه في 17 آذار/ مارس 2013.

## الافتتاح
افتتحته الأميرة سمية بنت الحسن نائب رئيس مجلس أمناء متحف الأردن في 17 آذار مارس 2013 بحضور وزير السياحة والآثار الأردني نايف الفايز وعددٍ من المسئولين؛ وشاركت الحضور بوضع قطع من الحجارة على أكبر خارطة فسيفساء في العالم والتي تبلغ مساحتها 180 مترًا مربعًا فيما يبلغ عدد حجارتها 3 ملايين و 500 ألف قطعة من الرخام والجرانيت والبازلت حيث ستدخل اللوحة موسوعة كتاب غينيس للأرقام القياسية وفق ما أعلنه مدير عام شركة هضاب مادبا للاستثمارات السياحية سامر الطوال.
بلغت تكلفة إنشاء المجمع حوالي مليوني دينار أردني، ويضم متحفًا مكونًا من قاعة لكبار الزوار مجهزة بشاشة للعرض ومتحفًا من فيبرجلاس. يعمل في المجمع بما فيه المتحف حوالي 41 موظفاً من حرفيين في صناعة الفسيفساء والأرابيسك وموظفين يجيدون لغات عدة.

## محتويات المتحف
يهدف المتحف إلى تعزيز فكرة التآخي بين الأديان حيث تعرض المنحوتات فيه أحداثا تبدأ من عصر النبي نوح ، إضافة إلى اللباس لكل محافظات المملكة وفلسطين والشيشان والشركس والدروز والأرمن والسريان والأدوات التراثية التي كانوا يستخدمونها وبيت شعر بمحتوياته البدوية والتراثية كافة بالإضافة إلى عرض بعض الأدوات والملابس والصور التي تبرز تطور القوات المسلحة على مر السنين.
ويحتوي المتحف أيضا معروضات تراثية قديمة توضح للزائر مشغولات قديمة تراثية كان يستخدمها الأجداد إلى جانب مشاغل للحرف اليدوية مثل الأرابيسك والحرف التقليدية والزراعة والكتاب فيستطيع الزائر أن يراهم وهم يمارسون هذه الحياة من خلال رحلة تجوال في أروقة القرية، إضافة إلى أجنحة تحكي بالمجسمات قصة سفينة نوح، وبرج بابل ومسلة ميشع وحياة النبي موسى وحياة النبي يوحنا المعمدان (يحيى) وحياة المسيح.
كما يحتوي المجمع على مجسم الحرم المكي وقبة الصخرة المشرفة والحرم النبوي وحياة البادية الأردنية من خلال بيت الشعر والعزف على آلة الربابة والمنتجات الحرفية ومشاغل الحرف اليدوية، حيث يمكن للزائر التعرف على الحرف اليدوية الأردنية كصناعة الصدف والحفر على الخشب وصناعة الفسيفساء والتطريز اليدوي والرسم على بيض النعام.

## عن السياحة في الأردن
من جهته أكد مدير سياحة مادبا وائل الجعنيني أن القطاع السياحي من أهم الروافد الداعمة للاقتصاد الوطني في محافظة مادبا التي شهدت تطورا ملحوظًا واهتمامًا كبيرًا من وزارة السياحة والآثار ومن القطاع الخاص، وبخاصة بعد زيارة البابا عام 2000م، واعتماده خمسة مواقع حج مسيحية في المملكة منها ثلاثة مواقع ضمن المسار مادبا السياحي.
وتشير إحصاءات مديرية سياحة مادبا إلى أن عدد المنشآت السياحية في محافظة مادبا تبلغ 87 استثمار سياحي موزعة على الفنادق والمطاعم السياحية والبازارات يعمل فيها 643 شخصا، وفق الجعنيني.
وقال رئيس تحرير صحيفة العرب اليوم الزميل نبيل عيشان ان هذا المتحف واللوحة الفسيفسائية جهد لشباب من مادبا ارادوا ان يقولوا كلمتهم وان يستثمروا في جزء عزيز من بلدهم، حيث قادتهم جرأتهم وحماستهم إلى هذا المشروع الريادي الذي يرسم أجزاء مهمة جداً من التاريخ الوطني الأردني.